# Giải bóng đá Ngoại hạng Anh 2017–18
Giải bóng đá Ngoại hạng Anh 2017–18 là mùa thứ 26 của Giải bóng đá Ngoại hạng Anh, giải bóng đá chuyên nghiệp cao nhất nước Anh được tổ chức kể từ khi thành lập vào năm 1992. Mùa giải bắt đầu vào ngày 12 tháng 8 năm 2017 và kết thúc vào ngày 13 tháng 5 năm 2018.
Man City là nhà vô địch giải đấu. Họ vô địch sớm 5 vòng khi đánh bại Tottenham 3-1 ngày 15/4/2018 còn Man Utd để thua West Brom 0-1 (cùng lượt trận) ngay trên sân nhà.

## Các đội tham dự
20 đội sẽ tranh tài với nhau, trong đó có 17 đội đã tham gia mùa giải trước, và 3 đội thăng hạng lên từ Football League Championship 2016-17 là Brighton & Hove Albion, Newcastle United và Huddershield Town.
Ngày 12 tháng 3 năm 2017, Chelsea, Liverpool, Manchester City và Tottenham Hotspur là những đội đã xếp top 4 mùa giải 2016-2017 nên đã được tham gia giải Champions League 2017-2018.

### Sân vận động
| Đội bóng               | Địa phương               | Sân vận động              | Sức chứa |
| ---------------------- | ------------------------ | ------------------------- | -------- |
| AFC Bournemouth        | Bournemouth              | Dean Court                | 11,464   |
| Arsenal                | Luân Đôn                 | Sân vận động Emirates     | 60,432   |
| Brighton & Hove Albion | Brighton                 | Sân vận động Falmer       | 30,750   |
| Burnley                | Burnley                  | Turf Moor                 | 21,401   |
| Chelsea                | Luân Đôn                 | Stamford Bridge           | 41,623   |
| Crystal Palace         | Luân Đôn                 | Selhurst Park             | 26,309   |
| Everton                | Liverpool                | Goodison Park             | 39,572   |
| Huddersfield Town      | Huddersfield             | Sân vận động John Smith's | 24,500   |
| Leicester City         | Leicester                | Sân vận động King Power   | 32,500   |
| Liverpool              | Liverpool                | Anfield                   | 54,074   |
| Manchester City        | Manchester               | Sân vận động Etihad       | 55,097   |
| Manchester United      | Manchester               | Old Trafford              | 75,643   |
| Newcastle United       | Newcastle trên sông Tyne | St James' Park            | 52,354   |
| Southampton            | Southampton              | Sân vận động St Mary's    | 32,689   |
| Stoke City             | Stoke-on-Trent           | Sân vận động bet365       | 27,902   |
| Swansea City           | Swansea                  | Sân vận động Liberty      | 20,972   |
| Tottenham Hotspur      | Luân Đôn                 | Sân vận động Wembley      | 90,000   |
| Watford                | Watford                  | Vicarage Road             | 21,977   |
| West Bromwich Albion   | West Bromwich            | The Hawthorns             | 26,500   |
| West Ham United        | Luân Đôn                 | Sân vận động Luân Đôn     | 57,000   |
| Nguồn:                 |                          |                           |          |

1: ^  Sân Turf Moor thường được ghi là có sức chứa 22.546, tuy nhiên ban tổ chức sân không bán hết tất cả số vé nhằm thuận tiện cho việc sắp xếp khán giả đội khách. 

2: ^  Sức chứa của Sân vận động bet365 tăng lên khoảng 30.000 khi bắt đầu mùa giải 2017–18

3: ^  Tottenham Hotspur sẽ chơi tại Wembley vì sẽ xây lại một sân vận động khác tại White Hart Lane

### Huấn luyện viên và nhà tài trợ
| Đội bóng               | Huấn luyện viên1    | Đội trưởng       | Nhà sản xuất áo đấu | Nhà tài trợ áo đấu (ngực áo) | Nhà tài trợ áo đấu (tay trái của áo) |
| ---------------------- | ------------------- | ---------------- | ------------------- | ---------------------------- | ------------------------------------ |
| AFC Bournemouth        | Eddie Howe          | Simon Francis    | Umbro               | M88                          | Không có                             |
| Arsenal                | Arsène Wenger       | Per Mertesacker  | Puma SE             | Emirates                     | Không có                             |
| Brighton & Hove Albion | Chris Hughton       | Bruno            | Nike                | American Express             | JD                                   |
| Burnley                | Sean Dyche          | Tom Heaton       | Puma                | Dafabet                      | Không có                             |
| Chelsea                | Antonio Conte       | Gary Cahill      | Nike                | Yokohama Tyres               | Alliance Tyres                       |
| Crystal Palace         | Frank de Boer       | Jason Puncheon   | Macron              | ManBetX                      | Dongqiudi                            |
| Everton                | Ronald Koeman       | Wayne Rooney     | Umbro               | SportPesa                    | Không có                             |
| Huddersfield Town      | David Wagner        | Tommy Smith      | Puma                | OPE Sports                   | PURE Legal                           |
| Leicester City         | Craig Shakespeare   | Wes Morgan       | Puma                | King Power                   | Siam Commercial Bank                 |
| Liverpool              | Jürgen Klopp        | Jordan Henderson | New Balance         | Standard Chartered           | Western Union                        |
| Manchester City        | Pep Guardiola       | Vincent Kompany  | Nike                | Etihad Airways,              | Nexen Tire                           |
| Manchester United      | José Mourinho       | Michael Carrick  | Adidas              | Chevrolet                    | Không có                             |
| Newcastle United       | Rafael Benítez      | Jamaal Lascelles | Puma                | Fun88                        | Không có                             |
| Southampton            | Mauricio Pellegrino | Steven Davis     | Under Armour        | Virgin Media                 | Virgin Media                         |
| Stoke City             | Mark Hughes         | Ryan Shawcross   | Macron              | bet365                       | Top Eleven                           |
| Swansea City           | Paul Clement        | Leon Britton     | Joma                | Letou                        | Barracuda Networks 2                 |
| Tottenham Hotspur      | Mauricio Pochettino | Hugo Lloris      | Nike                | AIA                          | Không có                             |
| Watford                | Marco Silva         | Troy Deeney      | Adidas              | FxPro                        |                                      |
| West Bromwich Albion   | Tony Pulis          | Jonny Evans      | Adidas              | Palm                         | 12BET                                |
| West Ham United        | Slaven Bilić        | Mark Noble       | Umbro               | Betway                       | Không có                             |

### Các đội thay đổi huấn luyện viên
| Đội bóng             | Huấn luyện viên cũ  | Lý do kết thúc | Thời gian kết thúc        | Vị trí trên bảng xếp hạng | Huấn luyện viên mới      | Ngày tiếp nhận            |
| -------------------- | ------------------- | -------------- | ------------------------- | ------------------------- | ------------------------ | ------------------------- |
| Watford              | Walter Mazzarri     | Đồng thuận     | 21 tháng 5 năm 2017       | Trước mùa giải            | Marco Silva              | 27 tháng 5 năm 2017       |
| Crystal Palace       | Sam Allardyce       | Giải nghệ      | 23 tháng 5 năm 2017       | Trước mùa giải            | Frank de Boer            | 26 tháng 6 năm 2017       |
| Southampton          | Claude Puel         | Sa thải        | 14 tháng 6 năm 2017       | Trước mùa giải            | Mauricio Pellegrino      | 23 tháng 6 năm2017        |
| Crystal Palace       | Frank de Boer       | Sa thải        | 11 tháng 9 năm 2017       | 19                        | Roy Hodgson              | 12 tháng 9 năm 2017       |
| Leicester City       | Craig Shakespeare   |                | ngày 17 tháng 10 năm 2017 | 18th                      | Claude Puel              | ngày 25 tháng 10 năm 2017 |
| Everton              | Ronald Koeman       |                | ngày 23 tháng 10 năm 2017 | 18th                      | Sam Allardyce            | ngày 30 tháng 11 năm 2017 |
| West Ham United      | Slaven Bilić        |                | ngày 6 tháng 11 năm 2017  | 18th                      | David Moyes              | ngày 7 tháng 11 năm 2017  |
| West Bromwich Albion | Tony Pulis          |                | ngày 20 tháng 11 năm 2017 | 17th                      | Alan Pardew              | ngày 29 tháng 11 năm 2017 |
| Swansea City         | Paul Clement        |                | ngày 20 tháng 12 năm 2017 | 20th                      | Carlos Carvalhal         | ngày 28 tháng 12 năm 2017 |
| Stoke City           | Mark Hughes         |                | ngày 6 tháng 1 năm 2018   | 18th                      | Paul Lambert             | ngày 15 tháng 1 năm 2018  |
| Watford              | Marco Silva         |                | ngày 21 tháng 1 năm 2018  | 10th                      | Javi Gracia              | ngày 21 tháng 1 năm 2018  |
| Southampton          | Mauricio Pellegrino | Sa thải        | ngày 12 tháng 3 năm 2018  | 17th                      | Mark Hughes              | ngày 14 tháng 3 năm 2018  |
| West Bromwich Albion | Alan Pardew         | Mutual consent | ngày 2 tháng 4 năm 2018   | 20th                      | Darren Moore (caretaker) | ngày 2 tháng 4 năm 2018   |

## Kết quả

### Bảng xếp hạng mùa giải
| VT | Đội                      | ST | T  | H  | B  | BT  | BB | HS  | Đ   | Giành quyền tham dự hoặc xuống hạng     |
| -- | ------------------------ | -- | -- | -- | -- | --- | -- | --- | --- | --------------------------------------- |
| 1  | Manchester City (C)      | 38 | 32 | 4  | 2  | 106 | 27 | +79 | 100 | Lọt vào Vòng bảng Champions League      |
| 2  | Manchester United        | 38 | 25 | 6  | 7  | 68  | 28 | +40 | 81  | Lọt vào Vòng bảng Champions League      |
| 3  | Tottenham Hotspur        | 38 | 23 | 8  | 7  | 74  | 36 | +38 | 77  | Lọt vào Vòng bảng Champions League      |
| 4  | Liverpool                | 38 | 21 | 12 | 5  | 84  | 38 | +46 | 75  | Lọt vào Vòng bảng Champions League      |
| 5  | Chelsea                  | 38 | 21 | 7  | 10 | 62  | 38 | +24 | 70  | Lọt vào Vòng bảng Europa League         |
| 6  | Arsenal                  | 38 | 19 | 6  | 13 | 74  | 51 | +23 | 63  | Lọt vào Vòng bảng Europa League         |
| 7  | Burnley                  | 38 | 14 | 12 | 12 | 36  | 39 | −3  | 54  | Lọt vào Vòng loại thứ hai Europa League |
| 8  | Everton                  | 38 | 13 | 10 | 15 | 44  | 58 | −14 | 49  |                                         |
| 9  | Leicester City           | 38 | 12 | 11 | 15 | 56  | 60 | −4  | 47  |                                         |
| 10 | Newcastle United         | 38 | 12 | 8  | 18 | 39  | 47 | −8  | 44  |                                         |
| 11 | Crystal Palace           | 38 | 11 | 11 | 16 | 45  | 55 | −10 | 44  |                                         |
| 12 | AFC Bournemouth          | 38 | 11 | 11 | 16 | 45  | 61 | −16 | 44  |                                         |
| 13 | West Ham United          | 38 | 10 | 12 | 16 | 48  | 68 | −20 | 42  |                                         |
| 14 | Watford                  | 38 | 11 | 8  | 19 | 44  | 64 | −20 | 41  |                                         |
| 15 | Brighton & Hove Albion   | 38 | 9  | 13 | 16 | 34  | 54 | −20 | 40  |                                         |
| 16 | Huddersfield Town        | 38 | 9  | 10 | 19 | 28  | 58 | −30 | 37  |                                         |
| 17 | Southampton              | 38 | 7  | 15 | 16 | 37  | 56 | −19 | 36  |                                         |
| 18 | Swansea City (R)         | 38 | 8  | 9  | 21 | 28  | 56 | −28 | 33  | Xuống hạng EFL Championship             |
| 19 | Stoke City (R)           | 38 | 7  | 12 | 19 | 35  | 68 | −33 | 33  | Xuống hạng EFL Championship             |
| 20 | West Bromwich Albion (R) | 38 | 6  | 13 | 19 | 31  | 56 | −25 | 31  | Xuống hạng EFL Championship             |

1. 1 2  Vì nhà vô địch Cúp FA 2017–18 (Chelsea) và nhà vô địch Cúp EFL 2017–18 (Manchester City) giành quyền tham dự cúp châu Âu dựa trên vị trí bảng xếp hạng hoặc kết thúc ở vị trí thấp nhất là vị trí thứ 6, nên suất dự vòng loại thứ hai Europa League dành cho đội vô địch Cúp Liên Đoàn được chuyển xuống cho đội đứng thứ 7.

## Kết quả
| Nhà \ Khách            | ARS | BOU | BHA | BUR | CHE | CRY | EVE | HUD | LEI | LIV | MCI | MUN | NEW | SOU | STK | SWA | TOT | WAT | WBA | WHU |
| ---------------------- | --- | --- | --- | --- | --- | --- | --- | --- | --- | --- | --- | --- | --- | --- | --- | --- | --- | --- | --- | --- |
| Arsenal                | —   | 3–0 | 2–0 | 5–0 | 2–2 | 4–1 | 5–1 | 5–0 | 4–3 | 3–3 | 0–3 | 1–3 | 1–0 | 3–2 | 3–0 | 2–1 | 2–0 | 3–0 | 2–0 | 4–1 |
| Bournemouth            | 2–1 | —   | 2–1 | 1–2 | 0–1 | 2–2 | 2–1 | 4–0 | 0–0 | 0–4 | 1–2 | 0–2 | 2–2 | 1–1 | 2–1 | 1–0 | 1–4 | 0–2 | 2–1 | 3–3 |
| Brighton & Hove Albion | 2–1 | 2–2 | —   | 0–0 | 0–4 | 0–0 | 1–1 | 1–1 | 0–2 | 1–5 | 0–2 | 1–0 | 1–0 | 1–1 | 2–2 | 4–1 | 1–1 | 1–0 | 3–1 | 3–1 |
| Burnley                | 0–1 | 1–2 | 0–0 | —   | 1–2 | 1–0 | 2–1 | 0–0 | 2–1 | 1–2 | 1–1 | 0–1 | 1–0 | 1–1 | 1–0 | 2–0 | 0–3 | 1–0 | 0–1 | 1–1 |
| Chelsea                | 0–0 | 0–3 | 2–0 | 2–3 | —   | 2–1 | 2–0 | 1–1 | 0–0 | 1–0 | 0–1 | 1–0 | 3–1 | 1–0 | 5–0 | 1–0 | 1–3 | 4–2 | 3–0 | 1–1 |
| Crystal Palace         | 2–3 | 2–2 | 3–2 | 1–0 | 2–1 | —   | 2–2 | 0–3 | 5–0 | 1–2 | 0–0 | 2–3 | 1–1 | 0–1 | 2–1 | 0–2 | 0–1 | 2–1 | 2–0 | 2–2 |
| Everton                | 2–5 | 2–1 | 2–0 | 0–1 | 0–0 | 3–1 | —   | 2–0 | 2–1 | 0–0 | 1–3 | 0–2 | 1–0 | 1–1 | 1–0 | 3–1 | 0–3 | 3–2 | 1–1 | 4–0 |
| Huddersfield Town      | 0–1 | 4–1 | 2–0 | 0–0 | 1–3 | 0–2 | 0–2 | —   | 1–1 | 0–3 | 1–2 | 2–1 | 1–0 | 0–0 | 1–1 | 0–0 | 0–4 | 1–0 | 1–0 | 1–4 |
| Leicester City         | 3–1 | 1–1 | 2–0 | 1–0 | 1–2 | 0–3 | 2–0 | 3–0 | —   | 2–3 | 0–2 | 2–2 | 1–2 | 0–0 | 1–1 | 1–1 | 2–1 | 2–0 | 1–1 | 0–2 |
| Liverpool              | 4–0 | 3–0 | 4–0 | 1–1 | 1–1 | 1–0 | 1–1 | 3–0 | 2–1 | —   | 4–3 | 0–0 | 2–0 | 3–0 | 0–0 | 5–0 | 2–2 | 5–0 | 0–0 | 4–1 |
| Manchester City        | 3–1 | 4–0 | 3–1 | 3–0 | 1–0 | 5–0 | 1–1 | 0–0 | 5–1 | 5–0 | —   | 2–3 | 3–1 | 2–1 | 7–2 | 5–0 | 4–1 | 3–1 | 3–0 | 2–1 |
| Manchester United      | 2–1 | 1–0 | 1–0 | 2–2 | 2–1 | 4–0 | 4–0 | 2–0 | 2–0 | 2–1 | 1–2 | —   | 4–1 | 0–0 | 3–0 | 2–0 | 1–0 | 1–0 | 0–1 | 4–0 |
| Newcastle United       | 2–1 | 0–1 | 0–0 | 1–1 | 3–0 | 1–0 | 0–1 | 1–0 | 2–3 | 1–1 | 0–1 | 1–0 | —   | 3–0 | 2–1 | 1–1 | 0–2 | 0–3 | 0–1 | 3–0 |
| Southampton            | 1–1 | 2–1 | 1–1 | 0–1 | 2–3 | 1–2 | 4–1 | 1–1 | 1–4 | 0–2 | 0–1 | 0–1 | 2–2 | —   | 0–0 | 0–0 | 1–1 | 0–2 | 1–0 | 3–2 |
| Stoke City             | 1–0 | 1–2 | 1–1 | 1–1 | 0–4 | 1–2 | 1–2 | 2–0 | 2–2 | 0–3 | 0–2 | 2–2 | 0–1 | 2–1 | —   | 2–1 | 1–2 | 0–0 | 3–1 | 0–3 |
| Swansea City           | 3–1 | 0–0 | 0–1 | 1–0 | 0–1 | 1–1 | 1–1 | 2–0 | 1–2 | 1–0 | 0–4 | 0–4 | 0–1 | 0–1 | 1–2 | —   | 0–2 | 1–2 | 1–0 | 4–1 |
| Tottenham Hotspur      | 1–0 | 1–0 | 2–0 | 1–1 | 1–2 | 1–0 | 4–0 | 2–0 | 5–4 | 4–1 | 1–3 | 2–0 | 1–0 | 5–2 | 5–1 | 0–0 | —   | 2–0 | 1–1 | 1–1 |
| Watford                | 2–1 | 2–2 | 0–0 | 1–2 | 4–1 | 0–0 | 1–0 | 1–4 | 2–1 | 3–3 | 0–6 | 2–4 | 2–1 | 2–2 | 0–1 | 1–2 | 1–1 | —   | 1–0 | 2–0 |
| West Bromwich Albion   | 1–1 | 1–0 | 2–0 | 1–2 | 0–4 | 0–0 | 0–0 | 1–2 | 1–4 | 2–2 | 2–3 | 1–2 | 2–2 | 2–3 | 1–1 | 1–1 | 1–0 | 2–2 | —   | 0–0 |
| West Ham United        | 0–0 | 1–1 | 0–3 | 0–3 | 1–0 | 1–1 | 3–1 | 2–0 | 1–1 | 1–4 | 1–4 | 0–0 | 2–3 | 3–0 | 1–1 | 1–0 | 2–3 | 2–0 | 2–1 | —   |

## Thống kê mùa giải

### Ghi bàn

#### Cầu thủ ghi nhiều bàn thắng nhất
Tính đến các trận đấu ngày 1 tháng 10 năm 2017.
| Hạng | Cầu thủ             | Câu lạc bộ        | Bàn thắng |
| ---- | ------------------- | ----------------- | --------- |
| 1    | Mohamed Salah       | Liverpool         | 32        |
| 2    | Sergio Agüero       | Manchester City   | 31        |
| 2    | Harry Kane          | Tottenham Hotspur | 31        |
| 2    | Álvaro Morata       | Chelsea           | 31        |
| 5    | Raheem Sterling     | Manchester City   | 9         |
| 5    | Jamie Vardy         | Leicester City    | 9         |
| 7    | Gabriel Jesus       | Manchester City   | 2         |
| 7    | Alexandre Lacazette | Arsenal           | 1         |
| 7    | Antonio Valencia    | West Ham          | 1         |

#### Hat-tricks
Ghi chú
4 Cầu thủ ghi bốn bàn; (H) – Sân nhà; (A) – Sân khách

### Kiến tạo nhiều nhất
| Xếp hạng | Cầu thủ            | Câu lạc bộ        | Số lần kiến tạo |
| -------- | ------------------ | ----------------- | --------------- |
| 1        | David Silva        | Manchester City   | 6               |
| 2        | Henrikh Mkhitaryan | Manchester United | 5               |
| 3        | Cesar Azpilicueta  | Chelsea           | 4               |
| 3        | Matt Ritchie       | Newcastle United  | 4               |
| 4        | Sergio Agüero      | Manchester City   | 3               |
| 4        | Kevin De Bruyne    | Manchester City   | 3               |
| 4        | Marcus Rashford    | Manchester United | 3               |
| 4        | Kieran Trippier    | Tottenham Hotspur | 3               |

#### Giữ sạch lưới
| Hạng | Cầu thủ          | Câu lạc bộ           | Giữ sạch lưới |
| ---- | ---------------- | -------------------- | ------------- |
| 1    | David de Gea     | Manchester United    | 18            |
| 2    | Ederson          | Manchester City      | 4             |
| 2    | Hugo Lloris      | Tottenham Hotspur    | 4             |
| 2    | Jonas Lössl      | Huddersfield Town    | 4             |
| 2    | Petr Cech        | Arsenal              | 4             |
| 3    | Thibaut Courtois | Chelsea              | 3             |
| 3    | Łukasz Fabiański | Swansea City         | 3             |
| 3    | Fraser Forster   | Southampton          | 3             |
| 3    | Ben Foster       | West Bromwich Albion | 3             |
| 3    | Heurelho Gomes   | Watford              | 3             |
| 3    | Joe Hart         | West Ham             | 3             |

## Giải thưởng

### Giải thưởng hàng tháng
| Tháng     | Huấn luyện viên xuất sắc nhất tháng | Huấn luyện viên xuất sắc nhất tháng | Cầu thủ xuất sắc nhất tháng | Cầu thủ xuất sắc nhất tháng | Bàn thắng đẹp nhất tháng | Bàn thắng đẹp nhất tháng | Tham khảo               |
| Tháng     | Huấn luyện viên                     | Câu lạc bộ                          | Cầu thủ                     | Câu lạc bộ                  | Cầu thủ                  | Câu lạc bộ               | Tham khảo               |
| --------- | ----------------------------------- | ----------------------------------- | --------------------------- | --------------------------- | ------------------------ | ------------------------ | ----------------------- |
| Tháng Tám | David Wagner                        | Huddersfield Town                   | Sadio Mané                  | Liverpool                   | Charlie Daniels          | Bournemouth              | [ 93 ] [ 94 ] [ 95 ]    |
| September | Pep Guardiola                       | Manchester City                     | Harry Kane                  | Tottenham Hotspur           | Antonio Valencia         | Manchester United        | [ 96 ] [ 97 ] [ 98 ]    |
| October   | Pep Guardiola                       | Manchester City                     | Leroy Sané                  | Manchester City             | Sofiane Boufal           | Southampton              | [ 99 ] [ 100 ] [ 101 ]  |
| November  | Pep Guardiola                       | Manchester City                     | Mohamed Salah               | Liverpool                   | Wayne Rooney             | Everton                  | [ 102 ] [ 103 ] [ 104 ] |
| December  | Pep Guardiola                       | Manchester City                     | Harry Kane                  | Tottenham Hotspur           | Jermain Defoe            | Bournemouth              | [ 105 ] [ 106 ] [ 107 ] |
| January   | Eddie Howe                          | Bournemouth                         | Sergio Agüero               | Manchester City             | Willian                  | Chelsea                  | [ 108 ] [ 109 ] [ 110 ] |
| February  | Chris Hughton                       | Brighton & Hove Albion              | Mohamed Salah               | Liverpool                   | Victor Wanyama           | Tottenham Hotspur        | [ 111 ] [ 112 ] [ 113 ] |
| March     | Sean Dyche                          | Burnley                             | Mohamed Salah               | Liverpool                   | Jamie Vardy              | Leicester City           | [ 114 ] [ 115 ] [ 116 ] |
| April     | Darren Moore                        | West Bromwich Albion                | Wilfried Zaha               | Crystal Palace              | Christian Eriksen        | Tottenham Hotspur        | [ 117 ] [ 118 ] [ 119 ] |

### Giải thưởng của mùa
| Giải                         | Winner         | Club            |
| ---------------------------- | -------------- | --------------- |
| Manager of the Season        | Pep Guardiola  | Manchester City |
| Player of the Season         | Mohamed Salah  | Liverpool       |
| Goal of the Season           | Sofiane Boufal | Southampton     |
| PFA Player of the Year       | Mohamed Salah  | Liverpool       |
| PFA Young Player of the Year | Leroy Sané     | Manchester City |
| FWA Footballer of the Year   | Mohamed Salah  | Liverpool       |

| PFA Team of the Year | PFA Team of the Year             | PFA Team of the Year             | PFA Team of the Year             | PFA Team of the Year               | PFA Team of the Year                  | PFA Team of the Year                  | PFA Team of the Year                  | PFA Team of the Year                  | PFA Team of the Year               | PFA Team of the Year              | PFA Team of the Year              | PFA Team of the Year              |
| -------------------- | -------------------------------- | -------------------------------- | -------------------------------- | ---------------------------------- | ------------------------------------- | ------------------------------------- | ------------------------------------- | ------------------------------------- | ---------------------------------- | --------------------------------- | --------------------------------- | --------------------------------- |
| Goalkeeper           | David de Gea (Manchester United) | David de Gea (Manchester United) | David de Gea (Manchester United) | David de Gea (Manchester United)   | David de Gea (Manchester United)      | David de Gea (Manchester United)      | David de Gea (Manchester United)      | David de Gea (Manchester United)      | David de Gea (Manchester United)   | David de Gea (Manchester United)  | David de Gea (Manchester United)  | David de Gea (Manchester United)  |
| Defence              | Kyle Walker (Manchester City)    | Kyle Walker (Manchester City)    | Kyle Walker (Manchester City)    | Nicolas Otamendi (Manchester City) | Nicolas Otamendi (Manchester City)    | Nicolas Otamendi (Manchester City)    | Jan Vertonghen (Tottenham Hotspur)    | Jan Vertonghen (Tottenham Hotspur)    | Jan Vertonghen (Tottenham Hotspur) | Marcos Alonso (Chelsea)           | Marcos Alonso (Chelsea)           | Marcos Alonso (Chelsea)           |
| Midfield             | David Silva (Manchester City)    | David Silva (Manchester City)    | David Silva (Manchester City)    | David Silva (Manchester City)      | Christian Eriksen (Tottenham Hotspur) | Christian Eriksen (Tottenham Hotspur) | Christian Eriksen (Tottenham Hotspur) | Christian Eriksen (Tottenham Hotspur) | Kevin De Bruyne (Manchester City)  | Kevin De Bruyne (Manchester City) | Kevin De Bruyne (Manchester City) | Kevin De Bruyne (Manchester City) |
| Attack               | Mohamed Salah (Liverpool)        | Mohamed Salah (Liverpool)        | Mohamed Salah (Liverpool)        | Mohamed Salah (Liverpool)          | Harry Kane (Tottenham Hotspur)        | Harry Kane (Tottenham Hotspur)        | Harry Kane (Tottenham Hotspur)        | Harry Kane (Tottenham Hotspur)        | Sergio Agüero (Manchester City)    | Sergio Agüero (Manchester City)   | Sergio Agüero (Manchester City)   | Sergio Agüero (Manchester City)   |